# Brachythecium calliergonoides
Brachythecium calliergonoides är en bladmossart som beskrevs av Brotherus in Herzog 1916. Brachythecium calliergonoides ingår i släktet gräsmossor, och familjen Brachytheciaceae. Inga underarter finns listade i Catalogue of Life.